# 3082 Dzsalil
A 3082 Dzsalil (ideiglenes jelöléssel 1972 KE) a Naprendszer kisbolygóövében található aszteroida. Tamara Mihajlovna Szmirnova fedezte fel 1972. május 17-én.